# 윌 스웬슨

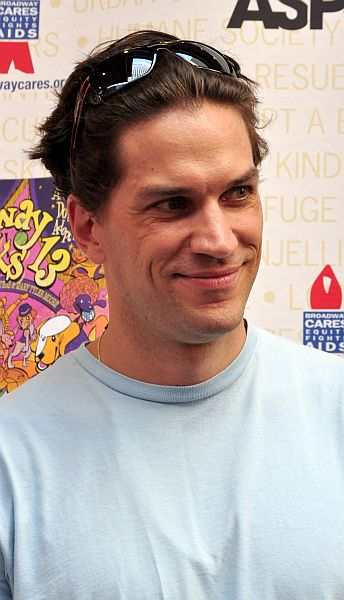

윌 스웬슨(Will Swenson, 1973년 10월 26일 ~ )은 미국의 각본가, 영화 감독, 영화 프로듀서, 가수, 배우, 텔레비전 배우이다.
프로보에서 태어났다.

## 방송
- 사브리나의 오싹한 모험 시즌3